# Försöka Duger Inte (The Lost Tape)
Försöka Duger Inte (The Lost Tape) är ett musikalbum av hiphop-gruppen Ismen som släpptes 2011.

## Låtlista
1. Livet Är Hårt Men Jag Är Hårdare
2. Dramadrottning
3. Glömde
4. Försöka Duger Inte
5. Kafferast
6. Tjena Sverige
7. Skrattar Åt Er
8. Tack För Att Ni Lyssnar